# タイム (フリートウッド・マックのアルバム)
タイム（Time）はイギリス/アメリカのロックバンド、フリートウッド・マックが1995年に発売した16枚目のアルバムである。このアルバムでしか見られないラインナップで作られている。バンドには元トラフィックのデイヴ・メイソン、カントリーボーカリストでありデラニー&ボニー夫妻の娘であるベッカ・ブラムレットが加入した。このアルバムは1974年以降のフリートウッド・マックにおいて初めてスティーヴィー・ニックスもリンジー・バッキンガムもバンドのメンバーとして参加しないアルバムとなった。バンドはアルバムのアピールのために1994年7月から12月までと1995年の4月から9月まで世界中でツアーを開催した。
その年のうちにこのラインナップは崩壊してしまった。メイソン、ブラムレット、そしてビリー・バーネットの3人が全員バンドを脱退してしまったからだ。ブラムレットとバーネットは一緒になって『Bekka&Billy』というアルバムを1997年に録音した。同じ年にリンジー・バッキンガムとスティーヴィー・ニックスがフリートウッド・マックに再加入した。

## 曲目
1. トーキン・トゥ・マイ・ハート - "Talkin' to My Heart" (Billy Burnette, Deborah Allen, Rafe VanHoy) – 4:54
2. ハリウッド - "Hollywood (Some Other Kind of Town)" (Christine McVie, Eddy Quintela) – 5:43
3. ブロウ・バイ・ブロウ - "Blow by Blow" (Dave Mason, John Cesario, Mark Holden) – 4:24
4. ウィンド・オブ・チェンジ - "Winds of Change" (Kit Hain) – 4:26
5. アイ・ドゥ - "I Do" (C. McVie, Quintela) – 4:25
6. ナッシング・ウィズアウト・ユー - "Nothing Without You" (Delaney Bramlett, Doug Gilmore, Bekka Bramlett) – 3:06
7. ドリーミン・ザ・ドリーム - "Dreamin' the Dream" (B. Bramlett, Burnette) – 3:43
8. スーナー・オア・レイター - "Sooner or Later" (C. McVie, Quintela) – 5:40
9. アイ・ワンダー・ホワイ - "I Wonder Why" (Dave Mason, Frankie Previte, Tom Fuler) – 4:28
10. ナイト・イン・エストリル - "Nights in Estoril" (C. McVie, Quintela) – 4:45
11. アイ・ガット・イット・イン・フォー・ユー - "I Got It in for You" (Burnette, Deborah Allen) – 4:08
12. オール・オーヴァー・アゲイン - "All Over Again" (C. McVie, Quintela) – 3:32
13. ディーズ・ストレンジ・タイムス - "These Strange Times" (Mick Fleetwood, Ray Kennedy) – 7:04

## クレジット
フリートウッド・マック
- ベッカ・ブラムレット – ボーカル
- デイヴ・メイソン – ギター、ボーカル
- ビリー・バーネット – ギター、ボーカル
- クリスティン・マクヴィー – キーボード、ボーカル
- ジョン・マクヴィー – ベースギター
- ミック・フリートウッド – ドラムス、パーカッション、（13曲目のみ）ボーカル、ギター

外部ミュージシャン
- マイケル・トンプソン – ギター（2、5、7、10、12曲目）
- スティーヴ・トーマ – キーボード（3、4、9曲目）
- リンジー・バッキンガム – バッキング・ボーカル（6曲目）
- フレッド・タケット – トランペット（8曲目）
- ジョン・ジョーンズ – キーボード（13曲目）
- ルーシー・フリートウッド – バッキング・ボーカル（13曲目）

## プロダクション
- プロデューサー: フリートウッド・マック & リチャード・ダシェット; ジョン・ジョーンズ & レイ・ケネディ(13曲目)
- エンジニア: アラン・サンダーソン、チャーリー・ブロッコ、アレン・サイズ、ジミー・ホッツ(13曲目)、デヴィッド・エイク、トム・ネレン、Richard Huredia、デイヴ・シフマン
- レコーディング・ミキシング: ケン・アラーダイス、ジョン・ジョーンズ(13曲目)

- レコーディング・ミキシング:オーシャン・ウェイ・レコーディング
- 追加レコーディング:サンセット・サウンド
- マスタリング:プレジション・マスタリングでスティーブン・マーカソンとドン・タイラー（アシスタント）が担当

- カバー・コンセプト:ミック・フリートウッド
- アート・ディレクションとデザイン:ガブリエル・ラウムバーガー、フランク・チー
- 写真:ランス・ステッドラー、ボニー&デイル・マクレイヴン、ジョン・マクヴィー家のアーカイヴス